# 덤블론드
덤블론드(Dumblonde)는 미국의 일렉트로 팝, 신스팝 듀오이다.

## 음반 목록
- dumblonde (2015)